# Catedral de Miranda de Duero
La catedral de Miranda de Duero es un templo católico de la localidad de Miranda de Duero, en el norte de Portugal. Es la sede de la diócesis de Braganza-Miranda. 
La construcción de la iglesia comenzó en 1552 y se terminó en la última década del siglo XVI, aunque hasta el comienzo del siglo XVII no se instaló el retablo del altar mayor. El proyecto fue realizado por Gonçalo Torralva y Miguel de Arruda. En 1566 el obispo António Pinheiro consagró el altar y en 1609, Diogo de Sousa, obispo de Miranda, comunicaba al papa que la construcción estaba terminada.
La catedral es el templo más grande de la región de Trás-os-Montes y fue declarada Monumento Nacional de Portugal por decreto número 136, de 23 de junio de 1910.

## Contexto histórico

La mayor parte del territorio de Portugal al norte del río Duero pertenecía a la jurisdicción eclesiástica del arzobispo de Braga. El territorio de esa jurisdicción contaba con una colegiata en Torre de Moncorvo y dos vicariatos, uno en Miranda de Duero y otro en Azinhoso. Aun así era un territorio muy extenso y difícil de visitar, y por ello en 1545, a petición del rey don João III, el papa Paulo III suprime el vicariato de Miranda y lo eleva al rango de diócesis, al mismo tiempo que el rey elevaba la villa de Miranda a la categoría de ciudad.
La iglesia de Santa María resultó ser demasiado pequeña para las celebraciones y el culto propio de una catedral. Por ello una de las aspiraciones del primer obispo del Miranda, don Toribio Lopes, de origen español, fue la de construir un auténtico templo catedralicio. Desde 1547 se comenzaron los trabajos preparatorios —redacción de planos, acopio de fondos— y en 1552 empezó la construcción propiamente dicha, que se prolongaría hasta el final del siglo XVI. El arquitecto fue Gonçalo de Torralva y Jorge Gomes el primer maestro de obras. Miguel de Arruda, arquitecto del rey y residente en Lisboa, ejerció una supervisión «a distancia» sobre el proyecto y la construcción.
Las obras continuaron a buen ritmo y, aunque la catedral aún no estaba acabada, en 1566 el obispo don António Pinheiro consagró el altar mayor, y empezaron a celebrarse en ella los oficios divinos. En 1614 se instalaron las puertas de la entrada principal y el retablo del altar mayor, encargado todo ello a Gregorio Fernández, de Valladolid, con lo que la construcción de la catedral puede darse por concluida.

## Estructura arquitectónica

### Exterior

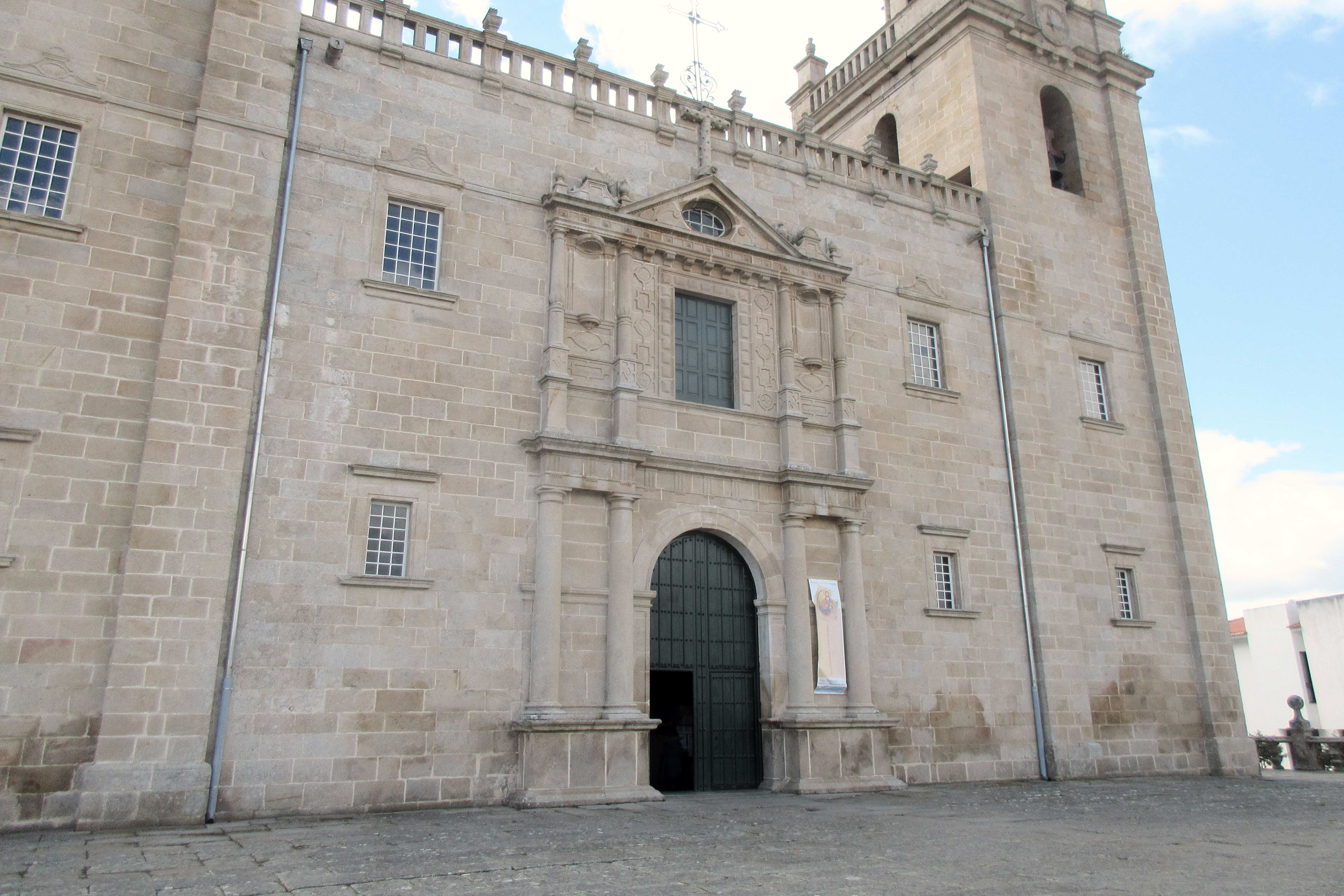

La fachada es granítica y está dividida en tres partes: las dos torres, el frontispicio y la portada. El conjunto es masivo y austero, semejante al estilo herreriano de El Escorial.
Las torres son cuadradas, con una cornisa superior que separa del pedestal destinado al reloj. La torre oriental, algo diferente de la occidental, presenta cuatro modillones sobre el reloj y una pequeña torre coronada por una pequeña cúpula. Ambas torres están divididas en tres partes: la inferior con dos ventanas rectangulares superpuestas, la media con un gran nicho para una campana y la superior situada por encima de la cornisa.
El frontispicio central está rematado por una balaustrada de cantería granítica. El pórtico presenta columnas geminadas en dos alturas a ambos lados de la entrada principal.
Alrededor de la catedral existe un atrio aterrazado de sillares graníticos, elevado del suelo circundante, al que se accede por una escalera de ocho peldaños. Todo el atrio está rodeado de una balaustrada que protege de la diferencia de altura con el suelo.

### Interior

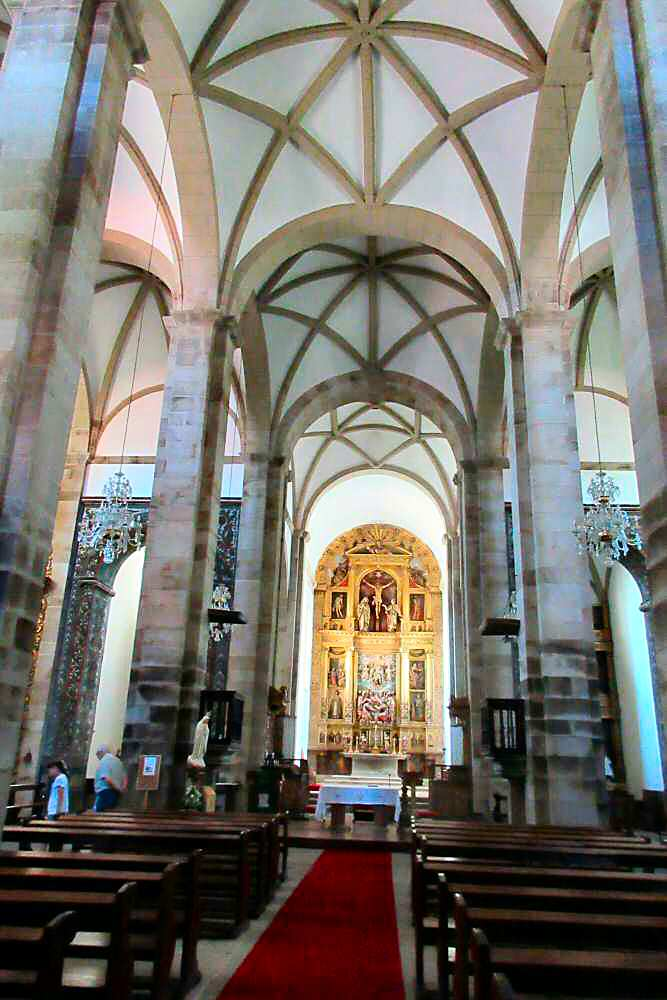

La planta es de cruz latina. Las naves son tres, de la misma altura, algo más anchas la central y el crucero. La bóvedas son de crucería y están sustentadas por pilares cruciformes rectilíneos. Las torres quedan al exterior de las naves laterales, y su espacio interior está completamente ocupado por las escaleras que llevan a la cima. Junto a las paredes de las naves laterales y del crucero se levantan algunos retablos de estilo manierista y barroco.
Los retablos presentes en la catedral son:
- Retablo del Altar Mayor.
- Retablo de San Benito.
- Retablo de Nuestro Señor de la Piedad.
- Retablo del Altar del Santísimo Sacramento.
- Retablo del Altar de las reliquias o de Nuestra Señora de la Alegría.
- Retablo de San Amaro.
- Retablo de San Pedro.
- Retablo de San Cayetano.
- Retablo de San Antonio.
- Retablo de San Jerónimo.
- Retablo de Nuestra Señora del Rosario.
- Retablo-vitrina del Niño Jesús del sombrero de copa.
- Retablo de Nuestra Señora de los Remedios.

Además de los Retablos merecen ser destacados tanto la sillería del Coro, originalmente del siglo XVI pero reformada entre 1715 y 1718, como el órgano barroco, de finales del siglo XVII, con 585 tubos.

## El retablo del Altar Mayor

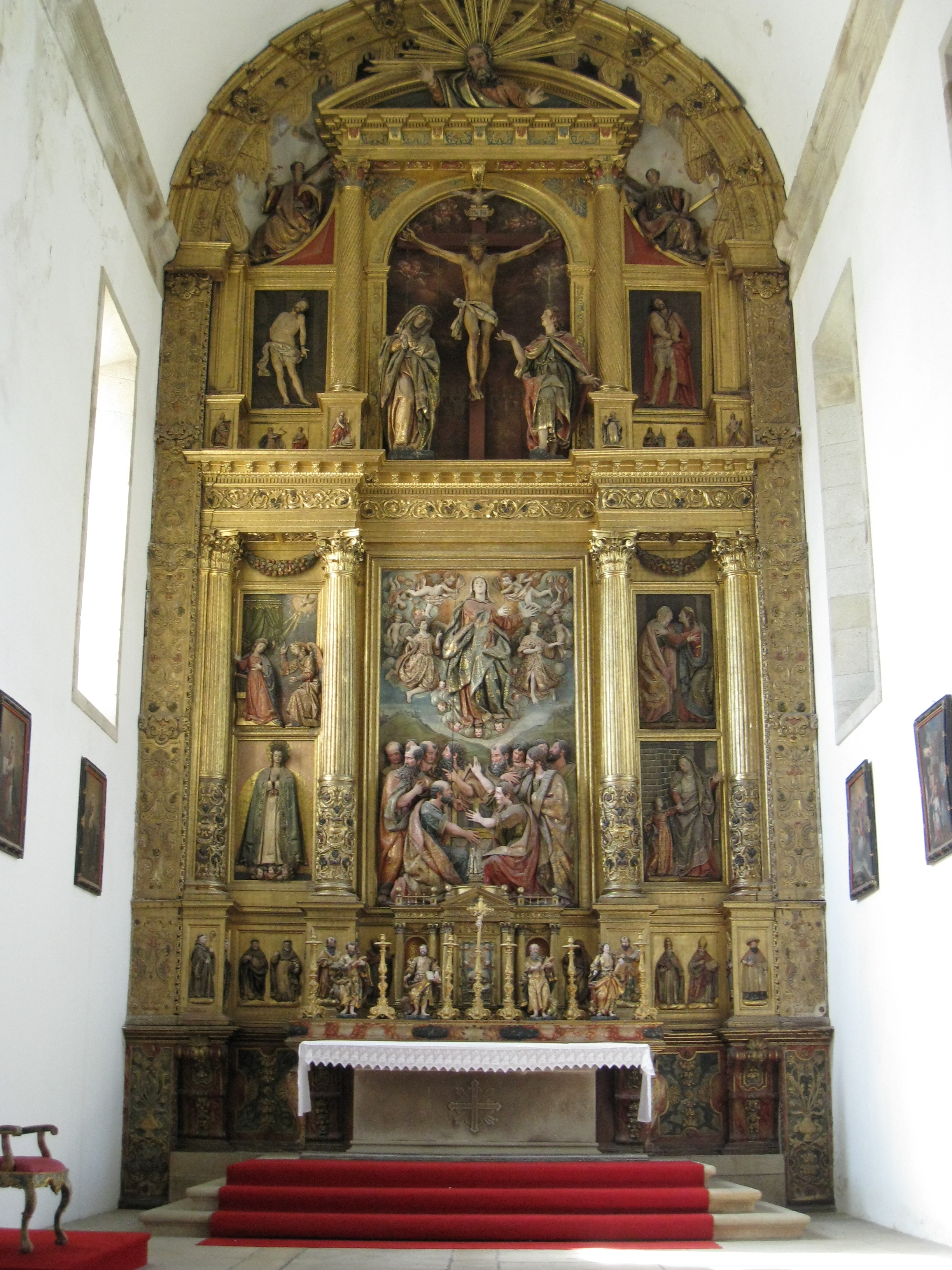

Este retablo, de estilo manierista o pre-barroco, es una de las obras maestras del escultor vallisoletano Gregorio Fernández quien lo realizó, junto a Francisco Velázquez y los hermanos Muniategui, entre los años 1610 a 1614. Fue dorado por el zamorano Alonso de Ramesal entre 1635 y 1637.
Tiene una estructura tripartita, separados los espacios por columnas corintias. El panel central está dedicado a la Asunción de la Virgen, y por encima hay un Cristo crucificado —acompañado de la Virgen y San Juan— que está coronado por la figura del Padre eterno, de notable factura.
Delante del retablo, justo encima del altar, se encuentran cuatro figuras de evangelistas, de reducido tamaño, que en 1636 el cabildo encargó al escultor zamorano Jerónimo García.

## La leyenda del Niño Jesús del sombrero de copa

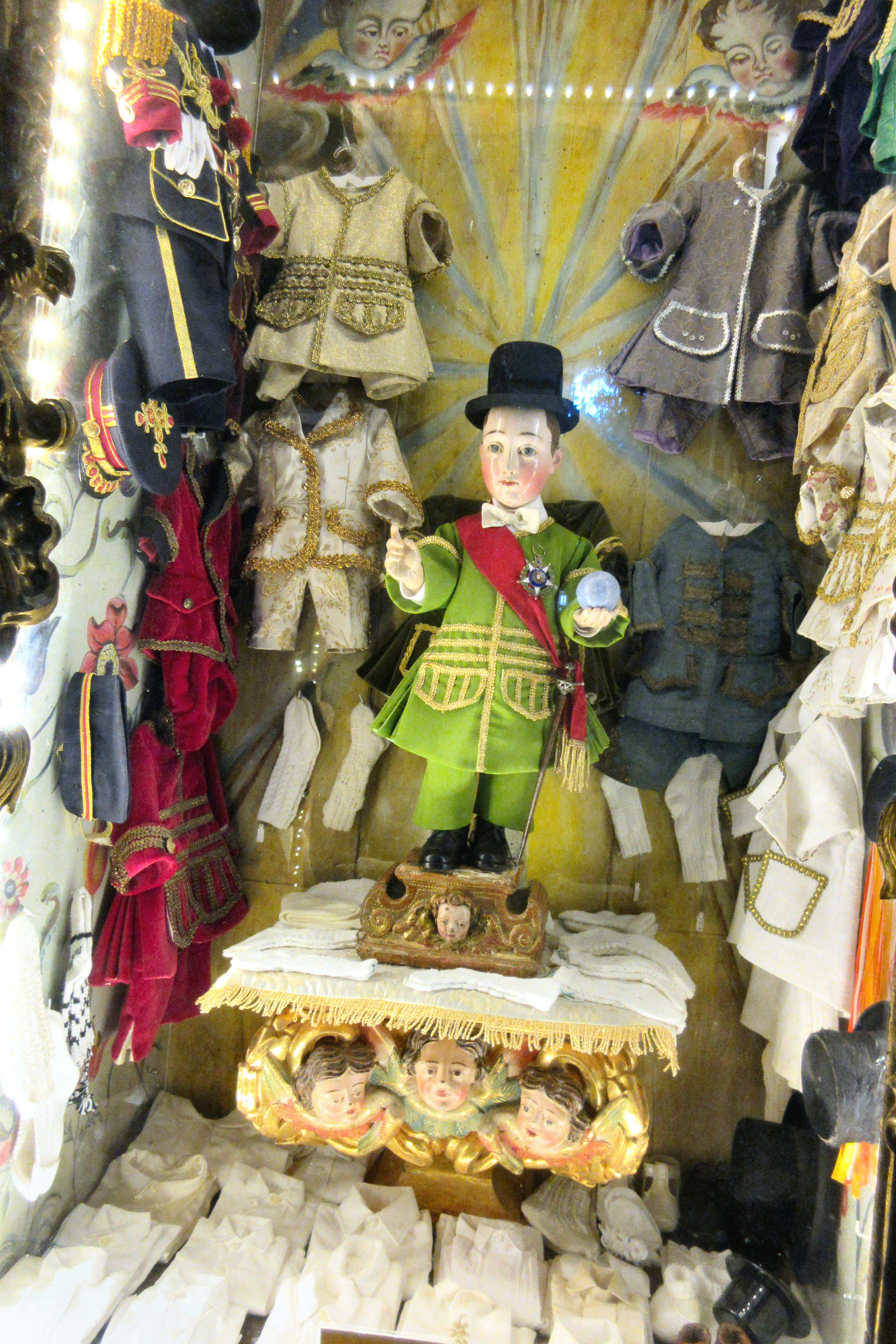

El retablo-vitrina del Menino Jesus da Cartolinha (el niño Jesús de la chistera o sombrero de copa) es uno de los polos de atracción de la catedral, y uno de los símbolos identificativos —y también turísticos— de la ciudad de Miranda de Duero. Se trata de la imagen de un niño muy bien vestido, tocado con sombrero de copa y con un mundo (o globo) en la mano izquierda. Está rodeado, en su vitrina, de otros ropajes, tocados y uniformes, primorosamente bordados y expuestos.
El origen de esta imagen proviene de una leyenda surgida en torno a episodios ocurridos durante la Guerra de sucesión de España. En 1711 los españoles invadieron y ocuparon Miranda durante varios meses. En medio de las vejaciones sufridas durante la ocupación aparece en las murallas un niño, vestido de hidalgo caballero, convocando a los mirandeses a levantarse contra los españoles. La población se subleva y al frente se coloca el niño caballero, aunque no siempre hace acto de presencia: unas veces aparece y otras desaparece.
Cuando se logró la liberación de la ciudad, se buscó al niño, al pequeño general que impulsó la rebelión, pero no se le pudo encontrar. Los mirandeses, perplejos, terminaron considerando que la oportuna aparición del niño animándoles a la lucha constituía una auténtico milagro, y que la victoria contra los españoles era debida a intervención sobrenatural.
El cabildo catedralicio mandó esculpir una figura del Niño Jesús, pero no como un niño de cuna, como es habitual, sino como un preadolescente vestido de caballero. Aunque hay constancia documental en la catedral de la existencia de esta imagen del niño caballero en el primer tercio del siglo XVIII, no podía llevar en esa época un sombrero de copa, prenda inventada un siglo más tarde. La inclusión de ese tipo de sombrero parece ocurrir a finales del siglo XIX, reemplazando a otros sombreros anteriores, posiblemente tricornios o sombreros de ala ancha.
Esta imagen es hoy una de las más buscadas por los visitantes de la catedral y se ha convertido, con toda naturalidad, en el patrón de la infancia mirandesa.